# Classe Meko 140
La Classe Meko 140 est une série de navires de guerre dessinée pour la Marine argentine par la firme allemande Howaldtswerke-Deutsche Werft conceptrice du type MEKO de navires de guerre multifonctions.

Elle prend le nom de classe Espora en Argentine comme série de corvettes.

## Conception
La classe Meko 140 était la deuxième série de la grande famille des navires de type MEKO.

C'est une conception de frégates qui peut être facilement adaptée à la demande du commanditaire.

Elle est mise en œuvre dans la fin des années 1970, par les concepteurs du chantier naval Blohm & Voss.

## Histoire
Les six navires correspondent au type Meko 140 A 16. Leurs dessins ont été réalisés à Hambourg mais ils ont été construits au chantier naval argentin de La Plata.

Les trois premiers sont ordonnés le 1er août 1979, les trois autres en 1983.

## Les bâtiments
| Pennant number | Nom            | Lancement        | Service effectif  | Chantier naval                   | Fin de carrière | Photo |
| -------------- | -------------- | ---------------- | ----------------- | -------------------------------- | --------------- | ----- |
| P-41           | ARA Espora     | 28 janvier 1982  | 4 septembre 1985  | Astillero Rio Santiago Argentine | en activité     |       |
| P-42           | ARA Rosales    | 14 novembre 1986 | 24 mars 1987      | Astillero Rio Santiago Argentine | en activité     |       |
| P-43           | ARA Spiro      | 24 juin 1983     | 8 mai 1988        | Astillero Rio Santiago Argentine | en activité     |       |
| P-44           | ARA Parker     | 30 mars 1984     | 17 avril 1990     | Astillero Rio Santiago Argentine | en activité     |       |
| P-45           | ARA Robinson   | 25 novembre 1984 | 17 avril 19902001 | Astillero Rio Santiago Argentine | en activité     |       |
| P-46           | ARA Gómez Roca | 14 novembre 1984 | 17 avril 19902005 | Astillero Rio Santiago Argentine | en activité     |       |